# 울산 경상좌도병영성
울산 경상좌도병영성(蔚山 慶尙左道兵營城, 영어: Military Headquarters of Gyeongsangjwa-do Province, Ulsan)은 울산광역시 중구 서동에 있는 조선시대의 성으로, 1417년부터 1894년까지 경상좌도병마절도사가 지휘하던 성으로써 기능을 하였다. 1987년 7월 18일 대한민국의 사적 제320호 울산병영성로 지정되었으나, 2011년 7월 28일 울산 경상좌도병영성으로 문화재 명칭이 변경되었다.

## 현지 안내문
경상좌도의 병마절도사가 머물던 성으로, 조선 태종 17년(1417)에 쌓은 해발 45m 이하의 낮은 구릉을 이용해 골짜기를 두른 타원형의 성이다.
초기에는 성벽 위에서 담처럼 생겨 몸을 숨긴 채 총이나 활을 쏘는 시설인 여장을 비롯한 기본적인 시설만 갖추었다. 그 후 세종 때에 이르러 국방력 강화를 위해 성을 보호하고 공격력을 강화시키기 위해 옹성·적대·해자 등 여러 방어시설을 설치했다. 『동국여지승람』에 따르면 당시 성의 둘레는 3,723척(약 1.2㎞)이고, 높이는 12척(약 3.7m)이며, 성 안에는 우물·도랑·창고 등이 있었다고 한다.
조선시대 경상좌도 병마절도사의 영성(營城)이며, 조선시대 성곽연구에 중요한 유적이다.
※(울산병영성 → 울산 경상좌도병영성)으로 명칭변경 (2011.07.28 고시)

## 발굴 조사
울산 경상좌도병영성 서문지 일원은 2012년 6월부터 2013년 1월까지 약 400m 구간, 19,796m²의 면적에 대하여 시굴·발굴조사를 시행하였다. 조사결과 시기별로 성벽의 축조 방법이 다르고, 여러차례 축조가 이루어진 것이 확인되었다. 또 체성, 옹성, 치성 3개소, 해자, 수혈 주거지, 긴 도랑(구상 유구) 등 다양한 유구가 확인되었다.

## 정비
서문지 정비공사에는 국비와 지방비를 포함 10억 원을 투입하여, 서문지에서 북문지 방향으로 162m 구간의 성곽과 치성 1개소를 정비하고, 마사토 포장, 잔디 식재, 소목 정비 등 주변 환경을 2015년 3월까지 완료될 예정이다.

## 참고 자료
- 울산 경상좌도병영성 - 국가유산청 국가유산포털